# Georg Hänel (Maler)

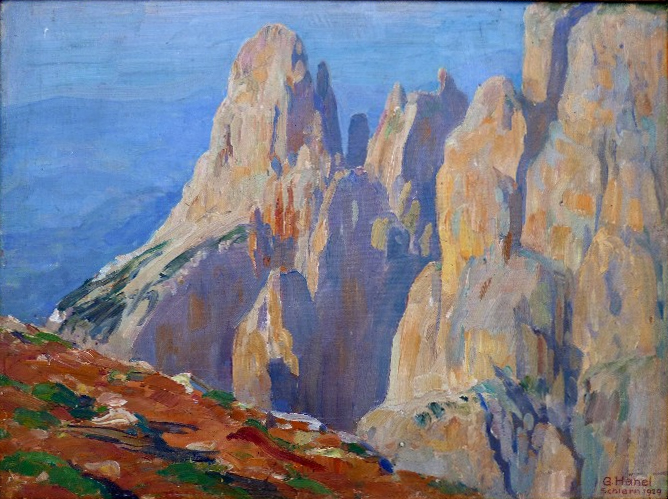
Georg Hänel: Schlern in Südtirol in den Dolomiten (1929)

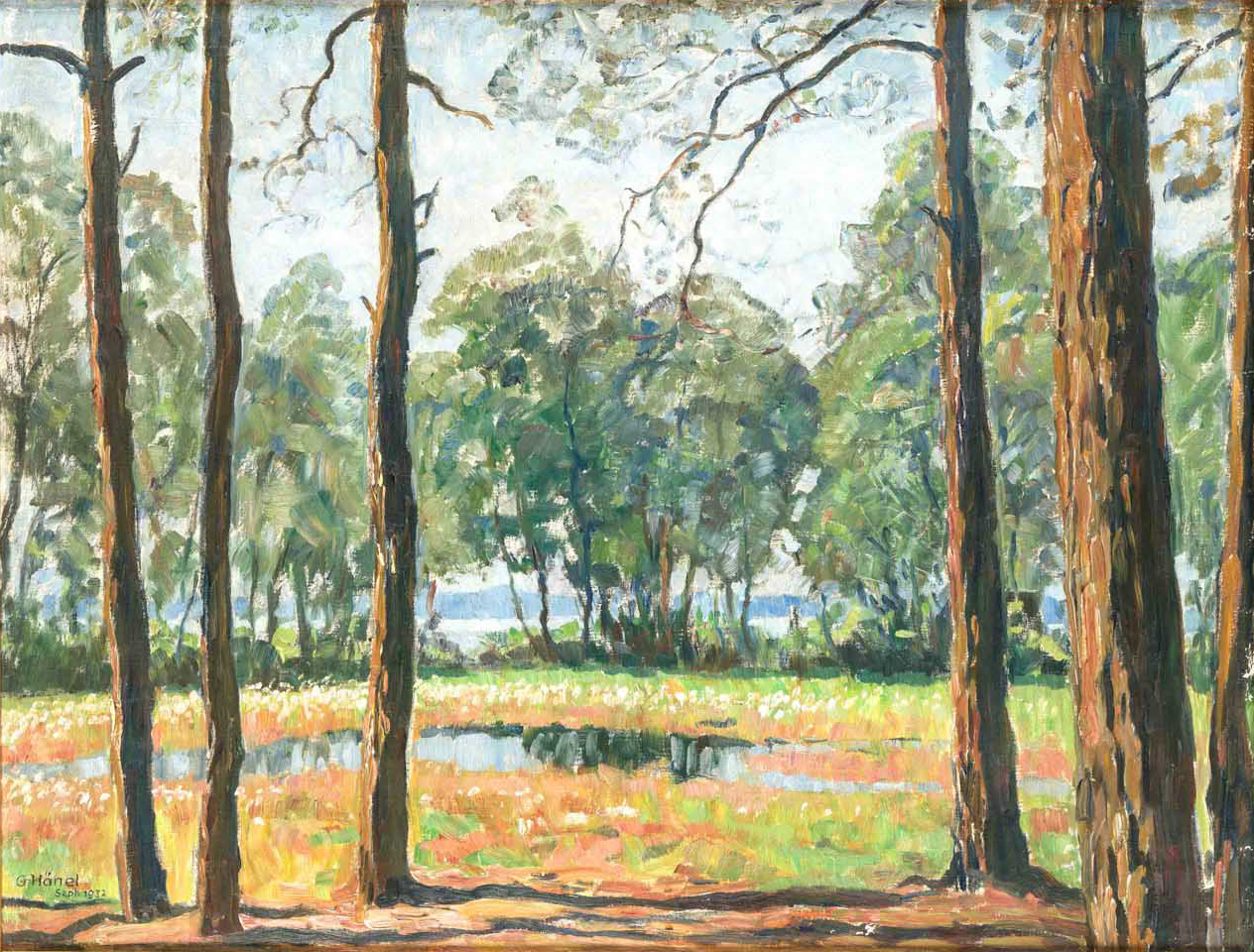
Georg Hänel: Baumumstandener Weiher (1932)

Karl Georg Hänel (* 19. Dezember 1879 in Dresden; † 17. April 1945 in Gammesfeld, Landkreis Schwäbisch Hall (gefallen)) war ein deutscher Landschafts- und Tiermaler sowie Gebrauchsgraphiker.
Georg Hänel studierte von 1897 bis 1906 an der Kunstakademie in Dresden bei Eugen Bracht und ab 1898 bei Carl Bantzer. Georg Hänel wurde während des Studiums mehrfach ausgezeichnet, u. a. 1903 mit einer kleinen silbernen Medaille für seine Gesamtleistung. Am Ersten Weltkrieg nahm Hänel als Soldat teil und malte patriotische Schlachtenbilder, die in deutschen Zeitschriften veröffentlicht wurden; er erhielt das Eiserne Kreuz 2. Klasse.
Hänel unternahm Studienreisen nach Mecklenburg, Bayern, in die Schweiz und die Salzburger Alpen. Er widmete sich hauptsächlich der Landschafts- und Tiermalerei. Als Gebrauchsgraphiker schuf er Werbeplakate, Kalenderblätter und Anzeigen, u. a. für Weber’s Kaffee-Gewürz, Sunlicht-Seife, Kupferberg Gold-Sekt, das Dampfschiffhotel Blasewitz und den Dresdner Zoo.
Georg Hänel nahm bis 1944 regelmäßig an den Kunstausstellungen in Dresden und München teil, u. a. 1942, 1943 und 1944 an der Große Deutsche Kunstausstellung in München.
Auf der Ausstellung im Münchener Glaspalast 1913 erhielt er eine Goldmedaille 2. Klasse. Er war Mitglied der Dresdner Kunstgenossenschaft und gehörte dem Märzbund an. Der Märzbund war ein Freundeskreis ehemaliger Studenten der Dresdner Kunstakademie um Otto Westphal, Georg Hänel, Friedrich Wilhelm Hörnlein, Rudolf Pöschmann, Johannes Paul Ufer, Otto Altenkirch, Oskar Menzel und Alexander Höfer. Es sind Treffen bis in die 1940er-Jahre belegt. In der Zeit des Nationalsozialismus war Hänel Mitglied der Reichskammer der bildenden Künste.